# 訳あり物件
訳あり物件（わけありぶっけん）とは、不動産取引において土地・建物に、瑕疵（キズ）がある物件のことである。
この場合の瑕疵とは、『通常備えるべき品質・性能を欠いている場合』をいう。具体的には、「物理的瑕疵物件」「法的瑕疵物件」「環境的瑕疵物件」「心理的瑕疵物件」 の大きく4種類に分けられる。

## 物理的瑕疵物件
物理的に重大な欠陥を土地や建物に抱える物件をいい、土地に関する瑕疵には、「土壌汚染」「地中埋設物」「地盤沈下」が存在し、建物に関する瑕疵には、「雨漏り」「ひび割れ」「シロアリ」 「床下浸水」 「アスベスト」などが存在する。
土壌汚染は、これまで工場地区だった場所にまで住宅やマンションが立ち並ぶケースが増えるにしたがい、不動産取引上の物理的瑕疵としてクローズアップされるようになってきている。一方、「何にも埋まっていないはず」の土地を掘り起こしたところ、コンクリートやガラス、アスファルト、ビニールハウスの残骸、家電、ドラム缶、廃材などが出てくるのが地中埋設物の問題であり、古い建物付き物件の売買では、浄化槽のマスが埋まっていることは珍しくない。床の上に置いたビー玉が転がるシーンでおなじみの地盤沈下は、地耐力が弱く、建物の建築に適さない埋立地などに不十分な地盤改良のまま家を建てたため、時間経過とともに沈下が発生する瑕疵である。

## 法的瑕疵物件
法令などによって自由な利用が阻害されているような物件を法的瑕疵物件という。都市計画法による制限、建築基準法違反、消防法違反などの法令違反、あるいは地役権や境界線など私法上の問題がある。
都市計画法による制限物件には、建築制限が生じる計画道路指定を受けた土地や、原則、開発行為が認められない市街化調整区域内の土地などがある。「用途地域」も、取引ケースによっては法的瑕疵となりうる定めである。住居地系・商業地系・工業地系と市街地内では大まかな土地利用が定められており、具体的には、第一種低層住居専用地域など12種類に分けられている。用途地域ごとに、建蔽率や容積率の制限があり、建てられる建物の種類も決められている。したがって、正しい用途制限を知らないで契約してしまうと、購入した土地に望んでいる建物を建築出来ないケースが発生したり、静かな住環境を求めて土地を購入したものの、隣にダンスホールやパチンコ店が建ってしまったりと、目的用途を満たせなくなってしまう。
建築基準法違反については、接道義務違反の物件や構造上の安全基準が遵守されていない建物、建蔽率違反の建物、容積率違反の建物などがある。
消防法違反については、消防法で建物（防火対象物）の管理権原者は、常に新たな規制・規準に合わせて防災設備（火災報知器、誘導灯・誘導標識、スプリンクラー、ガス漏警報器、避難ハシゴ、排煙設備など）を設置・整備しなければならないとされており、最新の規制に反した建物を知らずに購入してしまった買主は、物件を適法状態にするため、予期せぬ出費を強いられることとなる。

## 環境的瑕疵物件
土地や建物といった物件そのものに問題はないものの、取り巻く環境に問題がある物件を環境的瑕疵物件という。五感に悪影響を及ぼすもの、近隣に嫌悪施設があるケースや、隣人トラブルがある場合などがある。
五感に影響を及ぼすものとしては、時に殺人事件に発展するほど古く根深い問題である「騒音」、電車や自動車・トラック、工事現場などの「振動」、工場の悪臭に加えてペットの糞尿や飲食店の臭い、ごみなどの生活臭気といった「悪臭」、近隣に高層マンションなどが建てられて日当たりが阻害される「日照」、富士山が見える、海が見える、夏には花火が見えるというように景観を明確なウリとして物件販売がなされたにもかかわらず、それが阻害される「眺望」問題などがある。
嫌悪施設は、物件の近くに墓地や葬儀場、ゴミ処理場や産業廃棄物処理場が建設されるといった問題であり、日曜午後の長寿番組『噂の!東京マガジン』（TBS系）のメインコーナー『〇〇が見に行く噂の現場』で、再三取り上げられている。隣人トラブルの代表は、迷惑住民と暴力団事務所である。奈良県に住む主婦が約2年半にわたって大音量の音楽を流すなど騒音を出し続け、近所に住む夫婦が不眠・目眩の症状を呈して通院を余儀なくされた事件は、「引っ越し、引っ越し」と主婦が大声で叫ぶ様子がテレビのワイドショーで何度も流されたこともあり、迷惑住民問題が大きく意識されるきっかけとなった（奈良騒音傷害事件）。
暴力団事務所やその組長級の自宅建物には、監視カメラが至る所に付いていたり、開口部が少なかったりと幾つか特徴があるが、一見すると近隣の一般人の住宅と区別がつかないことも多い。災害時に炊き出しを行ったり近隣関係を重視する傾向があるが、暴力団同士が抗争状態となると、組員の出入りが激しくなったり、銃弾を撃ち込まれる危険性が増すなど、訳ありな環境要因となる。

## 心理的瑕疵物件
その場所で過去に起きた出来事にまつわり、通常一般人が嫌悪感を持つ物件をいう。この心理的瑕疵を有する物件が、一般的に、「事故物件」や「いわく付き物件」と呼ばれるものである。具体的には、その物件内において「事故死」や「自殺」「他殺」「孤独死」といった忌まわしさを感じる死に方をした者がいるケースや、「倒産」「暴力団事務所の跡地」 などの悪い事象の連鎖が懸念されるケース、「神聖スポット・井戸跡」のように縁起の悪さを感じさせられるケース、「風俗跡」のように生理的嫌悪が否めないケースなどがある。
「事故死」の中で発生件数が多いのが、マンションやエレベーター他での転落事故である。また、自殺者のうち、男性の約70%、女性の約60%が選択するという首つり自殺においては、死後に括約筋が緩むことから、重力のなすがまま地面に向かって体液（糞尿、唾液、涙など）が流出するため、発見した者の衝撃や周囲への波紋は大きい。
「他殺」に関しても嫌悪感は強く、新宿・渋谷エリートバラバラ殺人事件では、十数件の住民が事件を理由に退去してしまったという。
高齢化社会が進む中、「孤独死」の問題も深刻化している。死臭やハエが発生するようになって初めて周辺住民によって発見されることが多く、無残なその状況は孤独な死の残酷さを物語る。
「神聖スポット」にまつわる話として有名なのが、「将門公の祟り」である。関東大震災で大手町にあった大蔵省庁舎が全焼し、跡地一体が整地されることとなったが、そこは平将門の首を祀った将門塚があった場所であり、周辺跡地に建設された大蔵省の仮庁舎では、工事関係者や省の職員、さらには時の大蔵大臣・早速整爾が相次いで不審死し、その数がわずか数年の間に十人以上に及んだことから、将門の祟りではないかと省内で噂されたという。